# Doelenkazerne

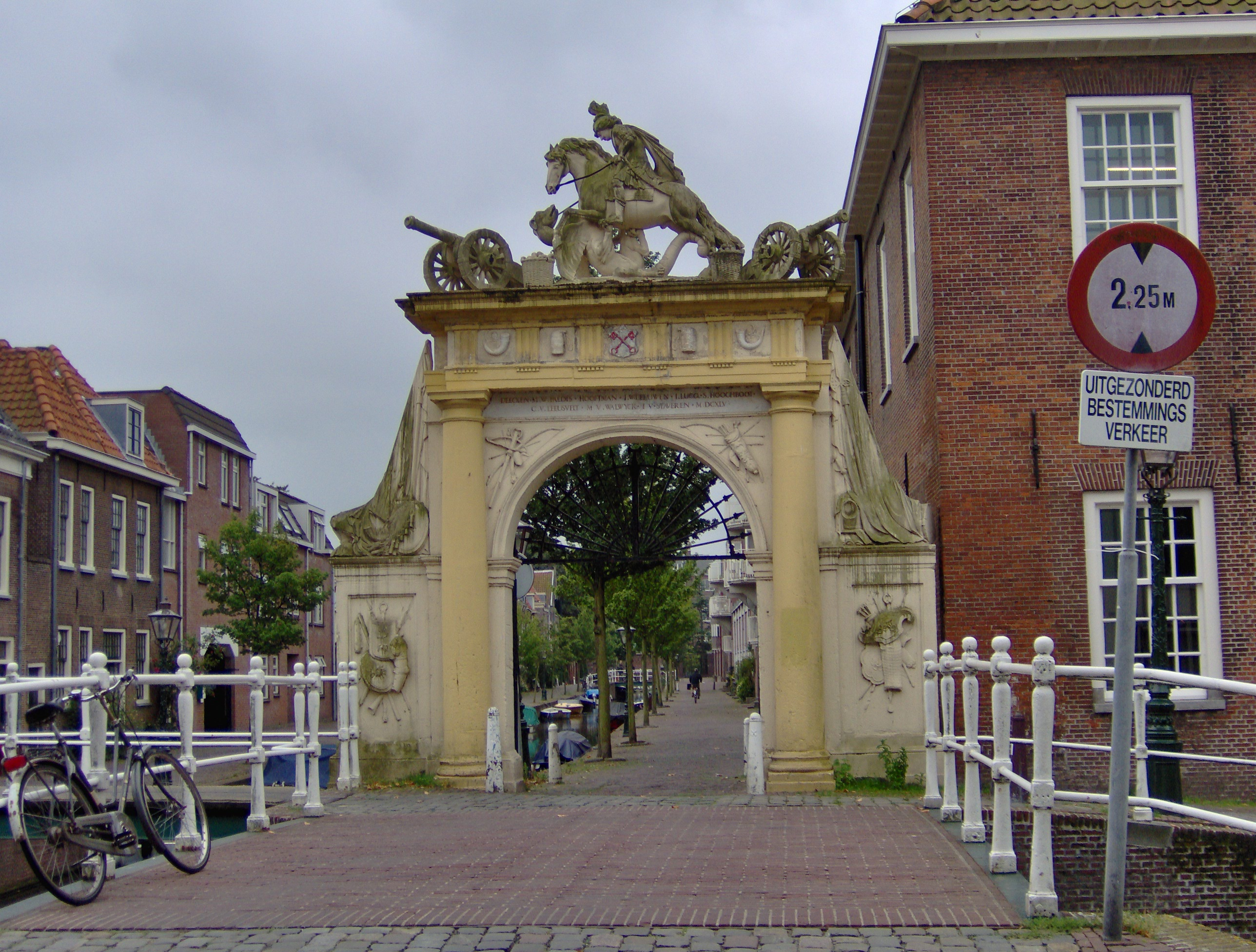
De Doelenpoort uit 1645

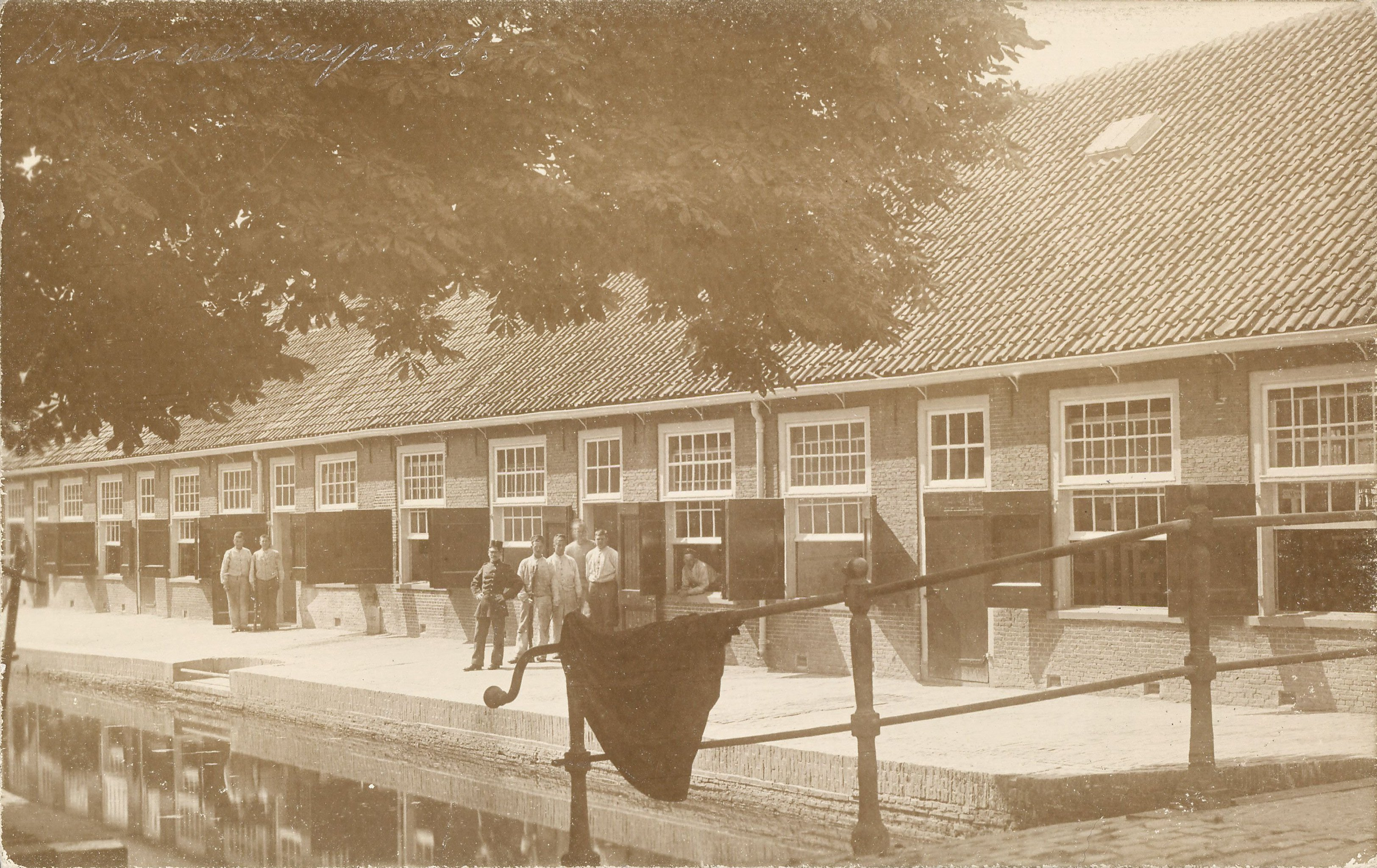
De kazernegebouwen langs de Doelengracht rond 1900

De Doelenkazerne was van 1818 tot 1980 een kazerne in de binnenstad van de Nederlandse stad Leiden.

## Locatie
De kazerne stond aan de Witte Singel, tussen de Groenhazengracht aan de noordzijde en de hortus botanicus aan de zuidzijde. Op de locatie is nu woningbouw gerealiseerd. Er bevinden zich ook het LAKtheater en diverse gebouwen van de universiteit. Het voormalige arsenaal van de Doelenkazerne is na verbouwing in gebruik genomen door een deel van de Letterenfaculteit (nu de Faculteit der Geesteswetenschappen).

## Geschiedenis
Al in de 17de eeuw waren op deze plek de Voorste- of Sint-Jorisdoelen gevestigd, de oefenplaats van de Leidse Schutterij. De gebouwen (schietbanen en een verenigingsgebouw) werden in 1821 gesloopt, maar de oorspronkelijke Doelenpoort uit 1645 is aan de Groenhazengracht nog steeds aanwezig. De geschilderde zandstenen poort is gebouwd naar ontwerp van de Leidse stadsbouwmeester Arent van 's-Gravesande en is voorzien van Dorische halfzuilen en versierd met wapens en oorlogsattributen. Tussen twee gebeeldhouwde kanonnen zijn Sint-Joris en de draak verbeeld. Het werk is uitgevoerd door de steenhouwers Pieter Adriaensz. 't Hooft en Cornelis Gijsbertsz van Duynen.
Op 12 januari 1807, in de Franse tijd, vond de Leidse buskruitramp plaats. Koning Lodewijk Napoleon zegde steun toe bij de wederopbouw en beloofde ook troepen (dienstplichtigen) in de stad te legeren. In 1819 werd het repareren en versterken van het grote kazernegebouw (Arsenaal) in de Doelen uitgevoerd, waarna het gebouw in 1876 werd verbeterd. In 1860 werd het oude gebouw bestemd voor legering van twee eskadrons van het 3e Half Regiment Huzaren.

## Gebouwen
Het voormalige arsenaal van de Doelenkazerne (Arsenaalstraat 1) is een rechthoekig gebouw met oorspronkelijk twee binnenplaatsen. Na de toezegging van Lodewijk Napoleon werd begonnen met de bouw van het oostelijke deel, dat gereed kwam in 1808. Het westelijke deel kwam in 1819 tot stand onder leiding van stadsarchitect Salomon van der Paauw. Na de opheffing van de kazerne werd bij een verbouwing in 1979-1981, naar plannen van Tj. Dijkstra, de westelijke binnenplaats overdekt en de oostelijke binnenplaats dichtgebouwd.
De hierna genoemde gebouwen zijn in tegenstelling tot het voormalige arsenaal niet meer aanwezig:
- in 1874 werd de zogenaamde afzonderingsstal gebouwd
- in 1876 stal 15
- in 1878 de apotheek, het privaat en de hoefsmederij.
- in 1878 de grote rijloods.

In de stallen konden 442 paarden worden ondergebracht. Er was apart plaats voor 47 zieke paarden en er was een mogelijkheid om zeven paarden met besmettelijke ziekten af te zonderen.
In 1884 werd het gehele complex van waterleiding voorzien. In 1886 werd de aan de zijde van de Witte Singel gelegen binnenvestgracht gedempt, waarna hier in 1887 een loopplaats voor jonge paarden werd aangelegd. De korpsen waren in die tijd zelf verantwoordelijk voor het africhten van hun paarden. In 1888 werd het brandspuitenhuis vergroot tot voertuigenloods.

## Gebruik
Achtereenvolgens was de Doelenkazerne in gebruik voor (niet volledig):
- een vast garnizoen (sinds het midden van de achttiende eeuw)
- 3e Half Regiment Huzaren
- 6e Regiment veldartillerie
- Interneringskamp voor collaborateurs uit de Tweede Wereldoorlog (1946-1951)
- Infanterie Beveiligings Compagnie: 423 IBC (oprichting 1955 - opheffing 1964)
- Koksschool in combinatie met de Morspoortkazerne (opleiding op de Doelenkazerne voor kok en de Morspoort voor korporaal-kok)

## Trivia
- Op Koninginnedag 2000 arriveerde Koningin Beatrix met haar familie per boot op de locatie van de voormalige Doelenkazerne.